# Nokia C2-02
Nokia C2-02 este un telefon produs de Nokia care a fost anunțat la Nokia Connection 2011 în Singapore.
Pe partea de sus este mufa audio de 3.5 mm, port micro-USB și portul de încărcare. Partea dreaptă se află butonul de blocare, taste de volum și bloc pentru șnur. În partea de jos se află microfonul.
Ecranul LCD are diagonala de 2.6 inchi este tactil cu rezoluția QVGA (320 x 240 pixeli). 
Nokia C2-02 are camera de 2 megapixeli care suportă rezoluția maximă de 1600 x 1200 pixeli. Camera video înregistrează cu rezoluția QCIF la 15 cadre pe secundă.
Ca conectivitatea are dual-band GSM/GPRS/EDGE și are Bluetooth 2.1 cu A2DP. Nu are un receptor GPS, dar Nokia Maps folosește celulele de identitate a rețelei pentru a obține locația aproximativă.
Clientul de e-mail suportă protocoalele POP3, SMTP, și IMAP4 și suportă mai multe conturi de e-mail. Clientul de email suportă SSL.
Are radio FM, un player multimedia care suportă formatele cu MP3, AAC și AMR audio.
Playerul audio suportă formatele AAC, AAC+, eAAC+, MP3, WMA și AMR-NB. Playerul video poate reda clipurile video QVGA în format MP4 sau 3GP.
Are șase jocuri preinstalate Golf Tour, Memorize, Music Guess, Nature Park, Picture Puzzle și Solitaire.
Bateria rezistă până la 5 ore de convorbire, până la 600 de ore stand-by și până la 37 de ore de muzică.